# Soumont
Soumont is een gemeente in het Franse departement Hérault (regio Occitanie) en telt 134 inwoners (1999). De plaats maakt deel uit van het arrondissement Lodève.

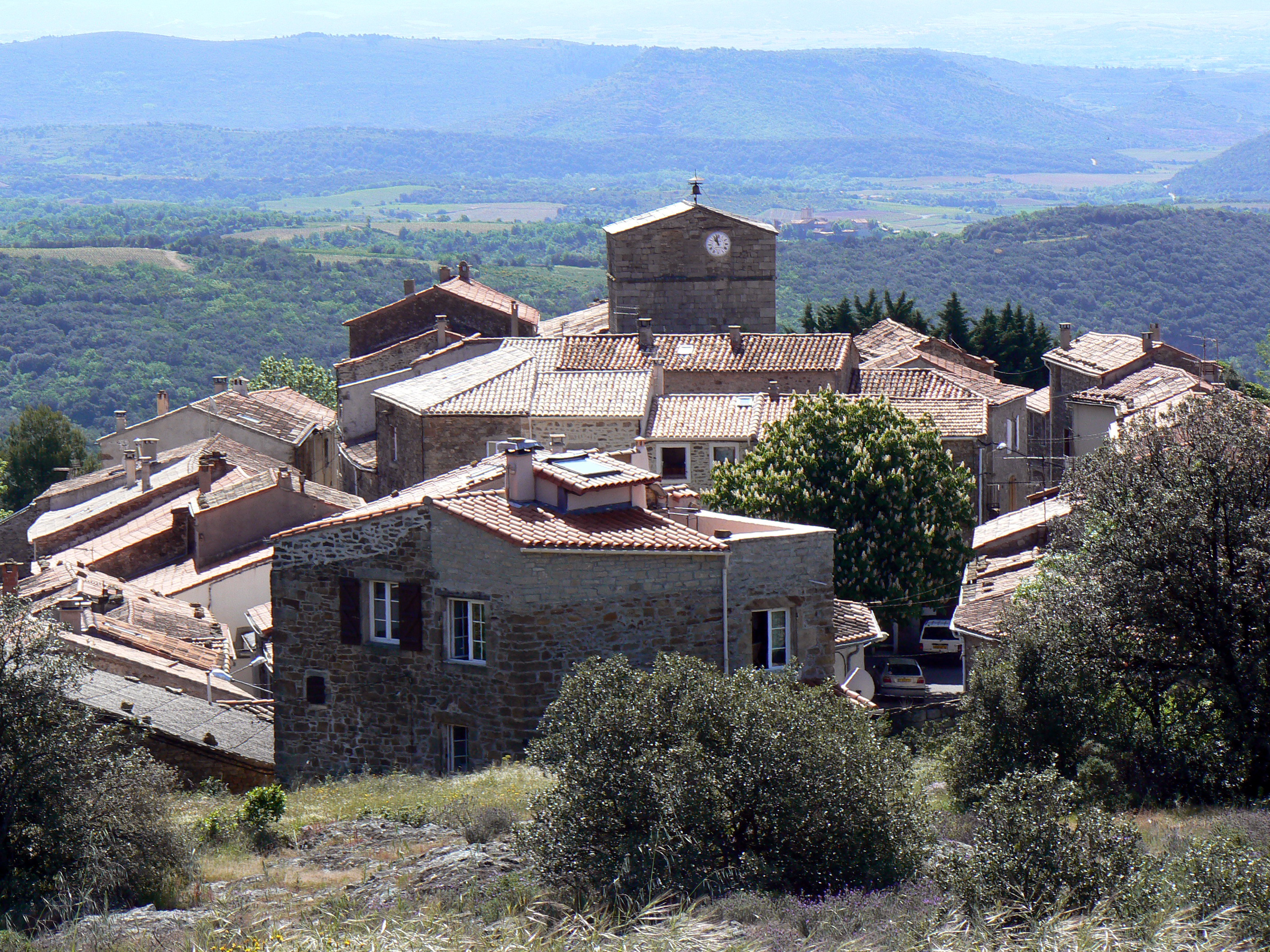
Soumont

## Geografie
De oppervlakte van Soumont bedraagt 11,5 km², de bevolkingsdichtheid is 11,7 inwoners per km².
De onderstaande kaart toont de ligging van Soumont met de belangrijkste infrastructuur en aangrenzende gemeenten.

## Demografie
Onderstaande figuur toont het verloop van het inwonertal (bron: INSEE-tellingen).